# Ponte coberta de Bad Säckingen
A Ponte coberta de Bad Säckingen (em alemão:  Holzbrücke Bad Säckingen ou Säckingerbrücke, é uma ponte coberta construída sobre o rio Reno e que liga a localidade alemã de Bad Säckingen e a localidade suíça de Stein. É a mais longa ponte coberta de madeira e com telhado na Europa, com 203,7 m.

 Hoje é uma ponte exclusivamente pedonal e ciclista.
A ponte foi construída com 520 m³ de madeira de carvalho e abeto. Devido às irregularidades do terreno, os pilares não estão perfeitamente alinhados e os vãos são irregulares, variando de 21,2 a 31,1 m. A largura é de 3,4 a 3,8 m nas extremidades que inicialmente eram protegidas por pontes levadiças. A largura chega a 5 m no meio da ponte. O telhado de duas águas é coberto com telhas da Alsácia. O segundo pilar do lado de Säckingen sustenta de cada lado uma capela poligonal com telhado de quatro águas, uma das quais abriga uma estátua de madeira de São Francisco Xavier. A capela de telhado inclinado localizada no quarto pilar do lado de montante inclui uma estátua barroca de madeira policromada de São João Nepomuceno, padroeiro das pontes. A ponte tem numerosas inscrições.

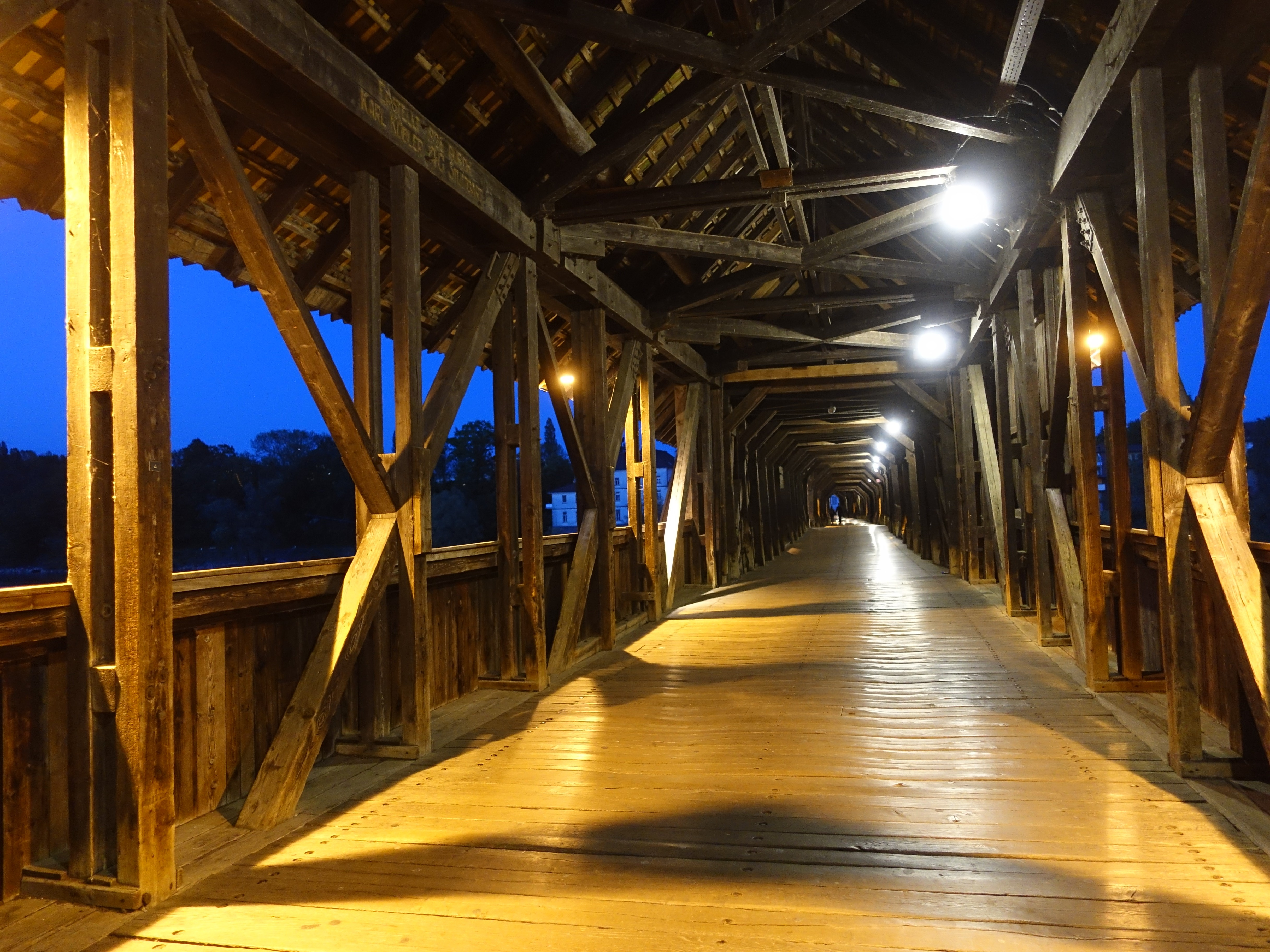
A ponte vista do interior